# Santo Antônio do Amparo
Santo Antônio do Amparo este un oraș în Minas Gerais (MG), Brazilia.